# 克劳迪奥·奇里洛
克劳迪奥·奇里洛（義大利語：Claudio Cirillo）是一位義大利電影攝影師。他因與埃托爾·斯科拉的合作而聞名，參與了《處女的誘惑》（1974）、《我們曾如此相愛》（1974）和《老虎當差》（1977）等著名電影的製作。